# Villa Bottini
Pour les articles homonymes, voir Bottini.
La villa Bottini ou Buonvisi al giardino est située à Lucques, via Elisa. 

## Histoire
Construite par Paolo Buonvisi dans la seconde moitié du XVIe siècle, elle a la forme d'un parallélépipède surmonté d'une loggia belvédère. Placée sur l'axe longitudinal du jardin, elle donne naissance à deux espaces verts de tailles différentes. 
La villa a subi diverses vicissitudes, restant même fermée et abandonnée longtemps. Au début du XXe siècle, la villa appartenait aux marquis Bottini de Lucques, puis elle est passée à la famille Motroni Andreozzi et enfin à la famille Marcheschi, après quoi elle a été achetée par la région Toscane qui, après restauration, l'a revendue à la municipalité de Lucques, qui l'a rouverte pour des visites. Maintenant, elle est utilisée comme site représentatif de la Commune et abrite le siège de l'Office de la culture. 